# Zarzecze (Chybie)
Zarzecze (tschechisch Zářiči, deutsch Zarzitz, Zarzitsch oder Zarzecz, Zarzetsch im Zweiten Weltkrieg) ist eine Ortschaft mit einem Schulzenamt der Gemeinde Chybie im Powiat Cieszyński der Woiwodschaft Schlesien, Polen.

## Geographie
Zarzecze liegt im Auschwitzer Becken (Kotlina Oświęcimska), am Südufer des Goczałkowice-Stausees etwa 25 Kilometer nordwestlich von Bielsko-Biała und 40 Kilometer südlich von Katowice im Powiat (Kreis) Cieszyn.
Das Dorf hat eine Fläche von 337 Hektar (3,39 Prozent der Landgemeinde). Ursprünglich hatte es etwa 1540 Hektar, aber es wurde im Jahr 1955 zum größten Teil vom Goczałkowice-Stausee überschwemmt.
Nachbarorte sind Frelichów im Südwesten und Chybie im Süden.

## Geschichte
Zarzecze ist eines der ältesten Dörfer im Olsagebiet (auch Teschener Schlesien, polnisch Śląsk Cieszyński). Vermutlich gehörte es früher zum Gebiet, das bis 1177 zu Kleinpolen gehörte, wie Pszczyna.
Der Ort wurde am 23. Mai 1223 in einer Urkunde des Breslauer Bischofs Lorenz erstmals urkundlich als Zasere erwähnt, als Dorf, das den Zehnten der Prämonstratenserinnen in Rybnik bezahlen sollte. Der Name bedeutet [der Ort] hinter (za) dem Fluss (rzeką, Weichsel).
Politisch gehörte das Dorf ursprünglich in der Zeit des polnischen Partikularismus zum Herzogtum Oppeln-Ratibor (Teschener Kastellanei). Das Herzogtum wurde 1281 nach dem Tod von Wladislaus I. von Oppeln geteilt. Endgültig (1290) gehörte das Dorf zum Herzogtum Teschen. Seit 1327 bestand die Lehnsherrschaft des Königreichs Böhmen und seit 1526 gehörte es zur Habsburgermonarchie.
Eine katholische Kirche wurde im Jahr 1789 gebaut.
Nach der Aufhebung der Patrimonialherrschaften bildete es ab 1850 eine Gemeinde in Österreichisch-Schlesien, Bezirk Bielitz und Gerichtsbezirk Schwarzwasser. Es hatte eine Fläche von 1538 ha. In den Jahren 1880 bis 1910 stieg die Einwohnerzahl von 2121 im Jahr 1880 auf 2529 im Jahr 1910 an, es waren überwiegend polnischsprachige (zwischen 98,6 % und 99,6 %), deutschsprachige (33 oder 1,4 % im Jahr 1900). Im Jahre 1910 waren 99,2 % römisch-katholisch, es gab 15 Juden und zwei Protestanten.
1920, nach dem Zusammenbruch der k.u.k. Monarchie und dem Ende des Polnisch-Tschechoslowakischen Grenzkriegs, kam Zarzecze zu Polen. Unterbrochen wurde dies nur durch die Besetzung Polens durch die Wehrmacht im Zweiten Weltkrieg, als es Zarzetsch genannt wurde.
Von 1975 bis 1998 gehörte Zarzecze zur Woiwodschaft Bielsko-Biała.
Im Jahre 1955 wurde es zum größten Teil vom Goczałkowice-Stausee überschwemmt, darunter die Ortsmitte mit der Kirche.

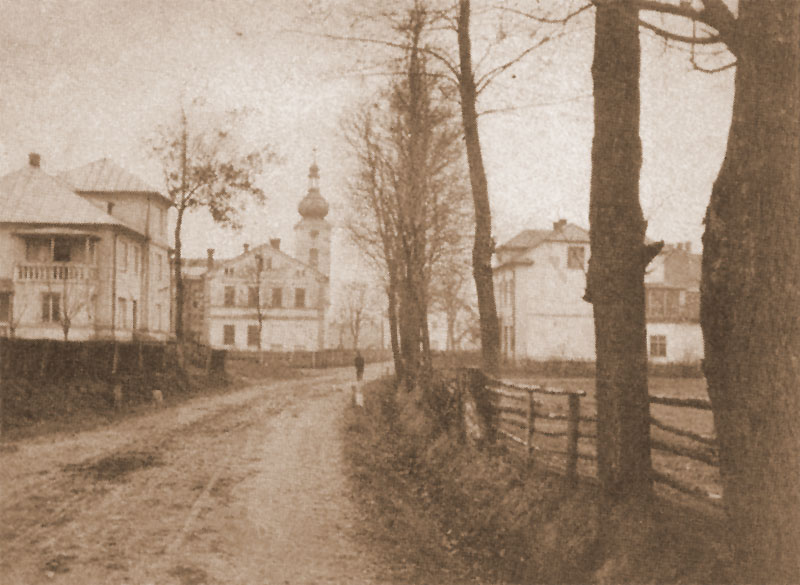
Ortsmitte vor 1955
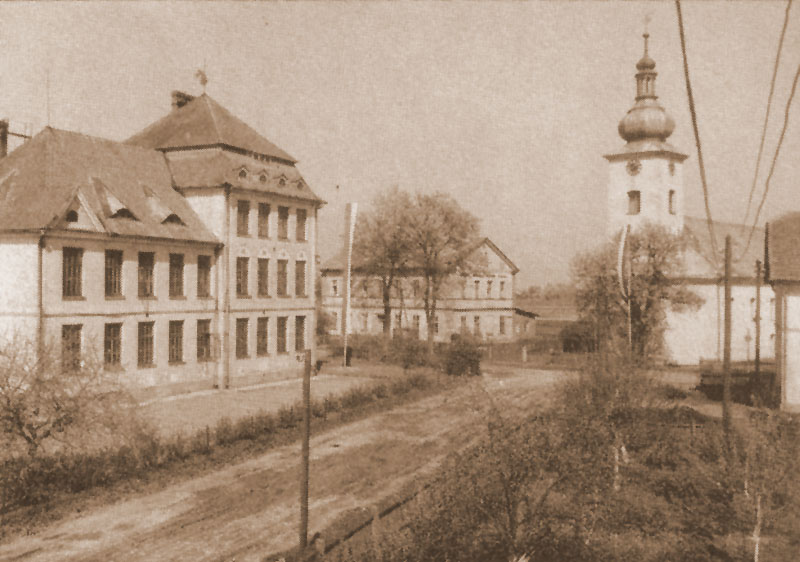
Ortsmitte vor 1955
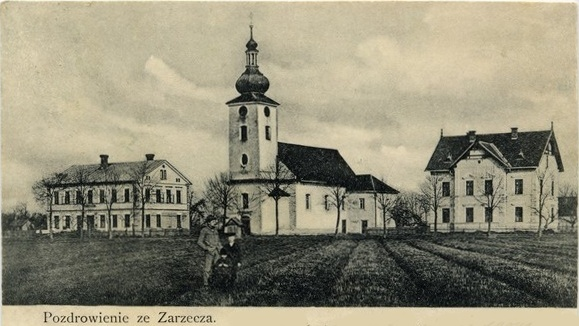
Die katholische Kirche vor 1955